# Mosaiceratops
Mosaiceratops ("mozaikovitá rohatá tvář") byl rod menšího bazálního neoceratopsidního marginocefalního dinosaura, žijícího v období svrchní křídy (geologický věk turon až kampán, asi před 94 až 72 miliony let) na území dnešní východní Číny (provincie Che-nan). Formálně byl popsán v roce 2015 trojicí čínských paleontologů.

## Popis
Jednalo se o malého býložravce s relativně velkou hlavou a drobným krčním límcem. Dokázal se zřejmě pohybovat po dvou i po čtyřech a jeho rostrum bylo bezzubé. Objevena byla nekompletní kostra dochovaná i s přední částí lebky. Délka těla činila jen kolem 1 metru a hmotnost asi 10 kg.

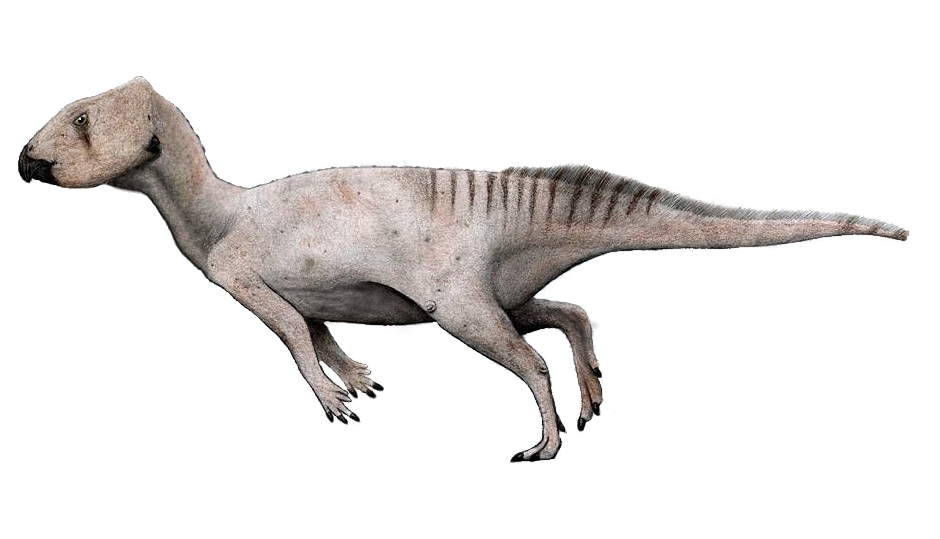
Mosaiceratops - rekonstrukce vzezření

## Zařazení
Mosaiceratops je zřejmě vývojově nejprimitivnějším známým neoceratopsianem, tedy rohatým dinosaurem blíže příbuzným rodu Triceratops než rodu Psittacosaurus. Jeho blízkými příbuznými jsou například rody Aquilops nebo Liaoceratops.